# Tredje koalitionskrig
Den tredje koalition under Napoleonskrigene var en alliance mellem  Storbritannien, Kejserriget Østrig, Kejserriget Rusland, Kongeriget Napoli og Sverige mod s Frankrig. Det var den første koalition mod Første franske imperium; de havde været mod den Første franske republik.
Napoleon havde planlagt en invasion af Storbritannien efter freden i Amiens i 1803 og havde samlet en styrke på 150.000 mand ved Boulogne. For at kunne invadere måtte han kontrollere eller trække den britiske flåde væk fra den engelske kanal. En omfattende plan for at aflede de britiske styrker mislykkedes, da en fransk-spansk flåde under admiral Villeneuve måtte vende tilbage efter det uafgjorte slag ved Kap Finisterre i 1805. Villeneuves flåde lå blokeret i Cádiz, men brød ud og satte kurs mod Napoli den 19. oktober. Den blev nedkæmpet af Lord Nelson i slaget ved Trafalgar den 21. oktober. Napoleon havde da opgivet sine planer om at invadere Storbritannien og rettede igen opmærksomheden mod fjenderne på kontinentet.
Koalitionen forsøgte at udnytte, at Napoleons styrker var koncentreret ved Boulogne, og planlagde et angreb på Italien og Bayern. De allierede armeer blev organiseret i Tyskland og Italien for at iværksætte en invasion af Bayern under ledelse af Karl Mack von Leiberich i forventningen om en russisk forstærkning under ledelse af Mikhail Kutuzov. Den bayerske armé, som var tvangsallieret med Napoleon, blev tvunget til at overgive München og trak sig mod nord.
I august drog Napoleon i rask march med sin armé fra Boulogne til Rhinen. Sent i september krydsede han Rhinen og omringede den østrigske hær ved Ulm. Napoleon forhindrede de østrigsske forsøg på at omgruppere, afskar Ulm fra Østrig og tvang Mack til at kapitulere i oktober. Kutuzov ved den østrig-bayerske grænse blev tvunget til at trække sig tilbage til Wien, og 13. november mod nord til Mähren for at afvente forstærkninger.
Napoleon marcherede mod de allierede armeers forsvarspositioner ved Austerlitz. I slaget ved Austerlitz lokkede Napoleon østrigerne i en fælde ved at fingere en retræte for så at storme højderne, de havde forladt, og omringe og nedkæmpe alt bortset fra den højre flanke under Pjotr Ivanovitsj Bagration.
De franske sejre i Tyskland tvang den østrigske armé i Italien under ærkehertug Karl på tilbagetog, og de allieredes invasionsplaner i Nordtyskland og Napoli blev opgivet. Østrig blev tvunget ud af koalitionen og frataget sine besiddelser i Italien ved freden i Pressburg.
Napoleon havde sejret over Rusland på slagmarken, men de var fortsat med i krigen, og Preussen gik ind i krigen i 1806 i protest mod fransk territoriel overtrædelse under krigshandlingerne i 1805. Det blev begyndelsen på den fjerde koalitionskrig.